# Dori Seda
Dori Seda fon una artista estatunidenca, autora de còmic underground amb els pseudònims de David Seda o Sylvia Silicosis.
Nascuda Dorthea Antonette Seda, filla d'un pintor aficionat, els seus pares l'animaren a ser artista, estudià belles arts en la Illinois State University i en acabant es mudà a Califòrnia, on es malguanyava la vida com a pintora i ceramista: influïda per les portades de ciència-ficció d'Ivan Albright i el còmic underground, Seda entrà a treballar en l'editorial Last Gasp, primer com a netejadora i més tard com a arxivera, en torns de nit per no coincidir amb els dibuixants; mentrestant, envià pàgines sota el pseudònim David Seda a l'editor de la revista Weirdo, Robert Crumb, el qual les publicà sense saber que les enviava una dona; més tard Seda publicà també en altres publicacions com Wimmen's Comix, Rip-Off Comix, Cannibal Romance, San Francisco Comic Book, Viper, Weird Smut, Yellow Silk i Tits & Clits.
Eccèntrica i addicta a l'alcohol, el tabac i altres drogues, les historietes de Dori Seda mostraven consum de substàncies, sexe i altres situacions considerades de mal gust en l'època: el segon editor de la Weirdo, Peter Bagge, refusà la publicació de la seua obra, encara que Crumb l'admirava i li prologà l'únic àlbum publicat en vida, Lonely Nights Comics: Stories To Read When the Couple Next Door Is Fucking Too Loud («Còmics de nits solitàries: històries per a quan els teus veïns ho fan amb massa escama»).